# اشپیتال ام پیرن
اشپیتال ام پیرن (به آلمانی: Spital am Pyhrn) یک منطقهٔ مسکونی در اتریش است که در ناحیه کیرشدورف آندر کرمس واقع شده‌است. اشپیتال ام پیرن ۱۰۸٫۹ کیلومتر مربع مساحت دارد ۶۴۰ متر بالاتر از سطح دریا واقع شده‌است.